# Jordi Benejam Català
Jordi Benejam Català (Ciutadella de Menorca, 1913- Mèxic, 1990). Sindicalista i polític menorquí, exiliat a Mèxic.
Va ser fill de Jordi Benejam Benejam i d'Antònia Català Begur, que s'havien casat el 1905 a Ciutadella. Foren germans seus Antònia, Josep, Carme i Joana.

## Militància obrera i Guerra civil
El 1926 la seva família emigrà a Barcelona. Benejam va treballar a una empresa tèxtil i s'afilià a la UGT el 1929 i al Partit Comunista Català. Formà part del Bloc Obrer i Camperol, encara que el 1936, des de la UGT, participà a la formació del PSUC. En esclatar la Guerra Civil era Secretari General de la Federació Fabril i Tèxtil de Barcelona, amb només 23 anys, la més important de la UGT de Barcelona. La va representar en el comitè de Catalunya del Secretariat Regional de la UGT. L'agost de 1936 redactà i signà el manifest del sindicat per fer una crida als treballadors en la defensa de l'ordre republicà. El 21 d'octubre de 1936 entrà, com a conseller-regidor del PSUC-UGT, a l'Ajuntament de Barcelona per ratificar Carles Pi i Sunyer com a alcalde, amb Marià Martínez Cuenca, Víctor Colomer Nadal, Eusebi Rodríguez Salas, Joan Borràs Gorga i Josep Muni Sala. Jordi Benejam va vincular la seva feina a l'Ajuntament a l'àrea de Cultura i Treball i s'hi va mantenir fins al novembre de 1937. Va ser mobilitzat a l'Exèrcit de l'Est, on exercí de comissari polític en l'Agrupació d'Hospitals Militars. El 1937 entrà a formar part del Comitè Central del PSUC, i, el 1938, s'incorporà a la seva Comissió Executiva.

## L'exili
El febrer de 1939 passà a França i fou internat al camp de Sant Cebrià de Rosselló, del que va fugir amagat en una ambulància. Participà a la reunió del PSUC dels dies 2 i 3 de març de 1939, a prop de París, en la qual es va fer la primera anàlisi col·lectiva després de la desfeta i fou elegit per formar part de la nova direcció. El gener de 1940, després d'una breu estada a Nova York, entrà a Mèxic. Amb ell també hi viatjava el seu germà Josep.
Benejam, fins al 1943, va mantenir una activitat política destacada en el PSUC. La seva posició era contrària a la submissió a l'estalinisme i al PCE. Va participar en el rebuig del pacte germanosoviètic i va discrepar de la depuració del partit. Amb Víctor Colomer, Josep del Barrio, Duran Rossell, Josep Muní i altres, Benejam defensà un PSUC sobirà i independent en una Catalunya sobirana. Formà part del grup anomenat Per al Redreçament del PSUC o Grup Treball, però tot acabà amb la imposició d'una direcció en la qual la tendència crítica i nacionalista havia estat eliminada. Com diu Artur Parrón: "El procés de centralització al si del comunisme espanyol i català finalitzà amb un polèmic procés d'expulsió de Joan Comorera del partit".
Va treballar a una empresa, Distribuïdora Atlas, dedicada al comerç, cosa que l'obligava a viatjar contínuament pel país, i, el 1945, es va casar amb Concepció Domínguez. Aleshores ja havia estat expulsat del PSUC.
Les seves activitats polítiques es van mantenir. El 1945, Jordi Benejam i membres que provenien del Moviment Social d'Emancipació Catalana i altres grups d'expulsats del PSUC, van constituir el Moviment Socialista de Catalunya a Mèxic i van fundar l'òrgan de premsa Endavant, dirigit per Àngel Estivill, en el que hi col·laboraven Jordi Benejam, Joan Fronjosà, Felip Barjau, Joan Carretero, i altres. El 1968, aquell moviment socialista es va dividir en dos corrents: un socialdemòcrata, encapçalat per Josep Pallach, que donaria lloc a Reagrupament Socialista, i un altre marxista, dirigit per Joan Raventós, que seria embrió de Convergència Socialista de Catalunya.
Amb el seu germà Josep va retornar clandestinament a Ciutadella el 1957. A Menorca varen visitar el seu cosí, el pintor Bernat Benejam, i van tornar cap a Mèxic. Jordi Benejam va morir a Mèxic el 1990.